# 옵

옵(Opp)은 미국 앨라배마주 커빙턴군의 도시이다. 2020년 미국 인구 조사 기준으로 인구 수는 6,771명이다. '옵'이라는 지명은 변호사 헨리 옵(Henry Opp)의 이름을 따서 지어졌다.

## 인구
| 인구조사                            | 인구  | Note | %±    |
| ----------------------------------- | ----- | ---- | ----- |
| 1910년                              | 863   |      | —     |
| 1920년                              | 1,556 |      | 80.3% |
| 1930년                              | 2,918 |      | 87.5% |
| 1940년                              | 3,178 |      | 8.9%  |
| 1950년                              | 5,240 |      | 64.9% |
| 1960년                              | 5,535 |      | 5.6%  |
| 1970년                              | 6,493 |      | 17.3% |
| 1980년                              | 7,204 |      | 11.0% |
| 1990년                              | 6,985 |      | −3.0% |
| 2000년                              | 6,607 |      | −5.4% |
| 2010년                              | 6,659 |      | 0.8%  |
| 2020년                              | 6,771 |      | 1.7%  |
| U.S. Decennial Census 2013 Estimate |       |      |       |

## 슬로건
옵시의 슬로건은 "기회의 도시"(The City of OPPortunity)이다.